# Hvidlaks
Hvidlaks (Stenodus leucichthys) er en laksefisk. Den har hvidt kød og hedder белорыбица (belorybitsa), «hvidfisk» på russisk.
Fisken kan blive 1,5 m lang og opnå en vægt på 40 kg. Den er sølvfarvet og underkæben stikker frem.
Stenodus leucichthys levede pelagisk i Det kaspiske hav på 20–50 m dybde, hvor temperaturen er lavere end 18 °C. Den vandrede op i floderne Volga, Ural og Terek for at gyde. Den kunne gå mere end 3000 km opstrøms til Ufa og Belaja. Føden består af mindre fisk, som kutlinger, sildefisk og Storøjet stribefisk.
I Volga skete al gydning opstrøms for Volgograd-dæmningen. Tilgangen til gydeområderne er imidlertid ødelagt grundet den opførte dæmning, og arten findes derfor ikke længere i vild tilstand. Der er gjort forsøg på at opretholde bestanden ved hjælp af kunstig udklækning og udsætning.
Artsnavnet blev tidligere brugt i en bredere forstand, men den arktiske Stenodus nelma er nu skilt ud som en egen art. De to Stenodus-arter er nært beslægtet med arterne i slægten Coregonus, men er tilpasset et liv med jagt på mindre fisk.